# Desqualificació
En economia, la desqualificació és el procés pel qual s'elimina la mà d'obra qualificada dins d'una indústria o economia mitjançant la introducció de tecnologies operades per treballadors semiqualificats o no qualificats. Això es tradueix en un estalvi de costos a causa d'una menor inversió en capital humà i redueix les barreres d'entrada, debilitant el poder de negociació del capital humà. La descualificació és la disminució dels llocs de treball a causa de la maquinària o la tecnologia introduïda per separar els treballadors del procés de producció.
Es critica per disminuir la qualitat, degradar la mà d'obra (fer que el treball sigui mecànic en lloc de reflexiu i convertir els treballadors en autòmats en lloc d'artesans), soscavar la comunitat, o afermar pràctiques nocives però menys intensives.

## Història i arguments de la teoria econòmica clàssica
La descualificació com a subproducte dels avenços tecnològics, generalment impulsats per la innovació productiva, es pot examinar per primera vegada durant la Revolució Industrial a finals del segle XVIII a Anglaterra. D'altra banda, la qualificació també es veu com una conseqüència directa de l'avanç tecnològic, mitjançant la qual els treballadors tenen l'oportunitat d'adoptar nous coneixements operatius a través de la millora de les seves habilitats.
La postura sobre la desqualificació dins del progrés tecnològic i el seu impacte en la divisió del treball és políticament polaritzant. Adam Smith i destacats defensors socialistes com Karl Marx consideraven el desenvolupament tecnològic com un biaix de desqualificació, amb avenços en economies d'escala i reducció de treballadors necessaris, ja que, per lleis de rendiments decreixents, augmentaven ràpidament els beneficis dels inversors. Aquesta visió liberal teoritza que la simplificació resultant de les tasques dels treballadors o la substitució de treballadors prèviament qualificats per la descualificació va reduir les oportunitats i el poder de negociació, i va ser utilitzada com a arma per la burgesia per imposar una lluita classista que redueix la classe mitjana.
Alternativament, la ideologia procapitalista recolzada per Charles Babbage argumenta que el canvi tecnològic representat pels mecanismes d'inducció afavoreix les oportunitats de millora de les habilitats dels treballadors, en lloc de simplificar els rols dels treballadors. Aquesta visió econòmica neoliberal veia la descualificació com un subproducte no intencionat, en lloc d'un motivador previst.
Tanmateix, l'establiment de la teoria econòmica clàssica dicta que el canvi tècnic afecta directament la riquesa, el consum, l'ocupació i la distribució de la renda. Tot i que la innovació és essencial per a les economies en creixement, la teoria econòmica clàssica argumenta que els subproductes estructurals d'aquests avenços augmenten, disminueixen o desplacen la demanda de treballadors qualificats i no qualificats. En aquest cas, la visió dels economistes polítics clàssics que la revolució industrial del segle XVIII va ser impulsada amb l'objectiu de descarificar els treballadors establerts no té suport empíric. Independentment d'això, el subproducte d'aquest avenç tecnològic va promoure la qualificació de proporcionalment menys treballadors. Els historiadors econòmics sostenen que no hi ha una tendència clara a la desqualificació dins de les economies dels segles XVIII i XIX, sinó més aviat una combinació de desqualificació, qualificació i desplaçament de qualificacions.

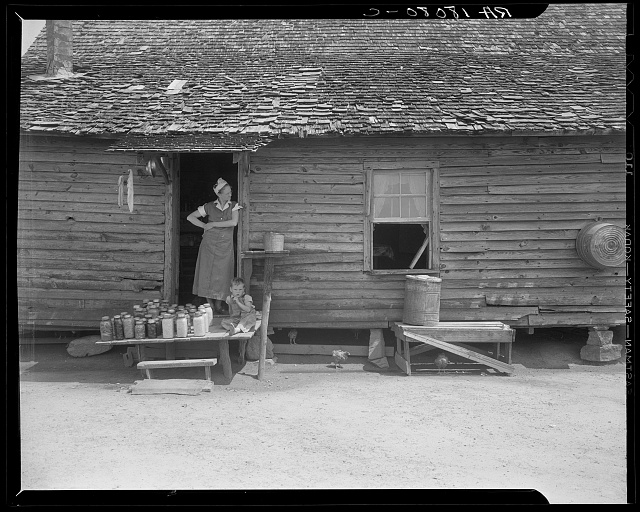
La utilització dels infants del segle XIX en el mercat laboral.

Les estadístiques del segle XIX avalen el creixement dels treballadors qualificats, inclosos els treballadors altament qualificats i poc qualificats, que superen el 60% de la població anglesa i gal·lesa. Tanmateix, aquesta estadística no esmenta el creixement de treballadors altament qualificats o poc qualificats, per la qual cosa no proporciona cap prova que doni suport a l'afirmació que la descualificació en fos el resultat principal.
Hi va haver un creixement considerable en la proporció de treballadors no qualificats, del 20% el 1700 al 39% el 1850. Això va ser un resultat directe de les innovacions en la fabricació que requerien treballadors menys qualificats per operar determinades maquinàries; tanmateix, no confirma ni nega la desqualificació dels treballadors existents, tot i que hi va haver desproporcionadament menys treballadors qualificats que van millorar les seves qualificacions durant la revolució industrial. A més, la revolució industrial va generar un creixement econòmic sense precedents, cosa que va requerir més empleats de grups demogràfics anteriorment aturats, com ara dones i nens, que en gran part no eren qualificats.
Els resultats documentats de la innovació també donen suport a l'augment dels aprenentatges i l'alfabetització al llarg de la revolució industrial, fent créixer la classe mitjana, però, proporcionalment menys que la classe alta, cosa que torna a recolzar l'ambigüitat del biaix de descualificació en un context històric.

## Braverman i la descualificació contemporània
Els mateixos arguments a favor i en contra del biaix de descualificació en el canvi tècnic es fan al segle xx, particularment durant la presidència de Ford als Estats Units a la dècada del 1970. En lloc que la reforma industrial provoqués el desplaçament dels treballadors, el creixement exponencial de l'economia neoliberal i diverses innovacions en avenços tecnològics van presentar una forma contemporània de desplaçament de les qualificacions.
El llibre de Harry Braverman, *Labor and Monopoly Capital* (1974), va popularitzar la idea que la degradació del treball infligida pel desenvolupament tecnològic creava una nova classe mitjana que estava requalificada, però no necessàriament més ben equipada. El període 1974-75 va presentar la primera crisi econòmica als Estats Units des de la Gran Depressió, després d'experimentar un creixement econòmic massiu després de la Segona Guerra Mundial. En experimentar aquesta crisi, Braverman va reafirmar la importància de la llei d'acumulació marxista sobre la polarització de classes en condicions de capitalisme monopolístic, advertint que les economies neoliberals podrien experimentar una contracció de la classe mitjana.
Malgrat això, la visió marxista de Braverman sobre la desqualificació a l'economia americana era molt lluny de l'argument d'Andre Gorz que la classe treballadora havia estat substituïda per una classe no qualificada de no treballadors com a resultat del canvi tecnològic que promovia la desqualificació, l'atur i la dissociació dels treballadors del procés. L'argument de Gorz, fet en el seu afegit de 1982, Adéu a la classe treballadora, va ser discrepat per Braverman, qui va afirmar que, tot i que aquestes tendències existien, eren el resultat del procés dinàmic del canvi tecnològic que descomponia i recomposava la classe treballadora. Aquest punt de vista assumeix que l'atur que s'estava experimentant era majoritàriament estructural i que les condicions laborals van ser integrals en l'evolució a llarg termini de la classe treballadora, d'acord amb la llei general d'acumulació de Marx.

## Desqualificació moderna
A l'economia del segle XXI, gran part del món opera dins d'un marc capitalista regulat en lloc de promoure l'entorn neoliberal que va impulsar el segle XX. Independentment d'això, a mesura que el creixement tecnològic crea nivells exponencials d'innovació, fomentant tant les economies d'escala com les d'abast, la descualificació moderna presenta un problema rellevant per a la divisió del treball i el proletarisme de classe.

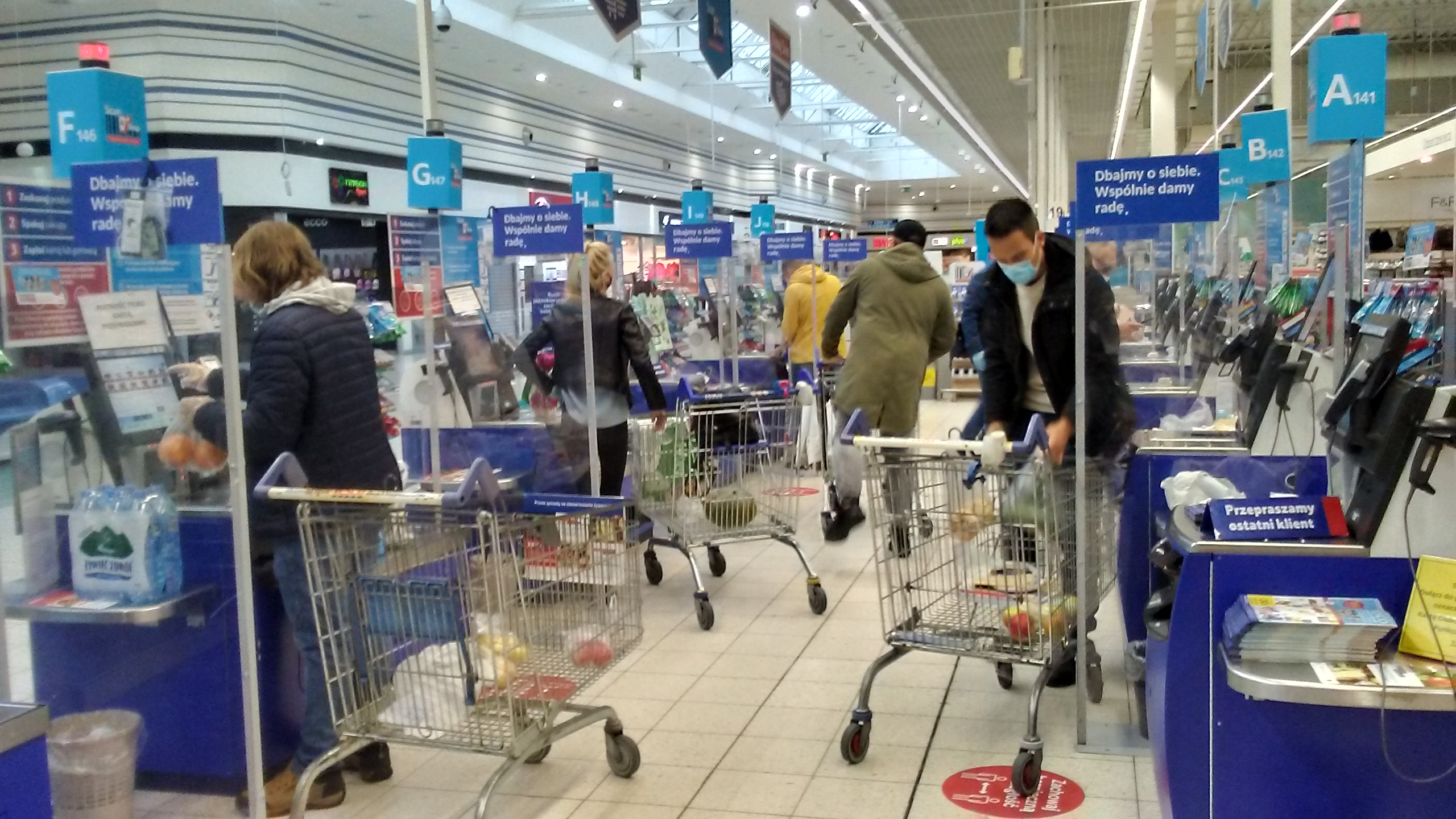
Màquines de pagament d'autoservei que redueixen el personal necessari.

Evidentment, el creixement econòmic del segle XXI ha estat impulsat per la globalització i l'era digital, que han promogut un augment de la demanda individual dels consumidors i, per tant, han fomentat les innovacions de mercat. Aquestes innovacions estan impulsades en gran manera per la tecnologia, que ha produït una reestructuració sense precedents de la força laboral que elimina els treballadors prèviament qualificats del procés de fabricació i professional (vegeu la secció d'exemples). Una diferència important en la desqualificació moderna és la rellevància creixent que les innovacions modernes tenen no només en els treballadors de coll blau, sinó també en els professionals de coll blanc, afectant professors, analistes, advocats, banquers i pilots, que anteriorment havien mantingut un nivell relativament estable de participació qualificada durant tota la revolució industrial.

## Exemples
Exemples de desprofessionalització es poden trobar en moltes professions, com ara:
- treballadors de la cadena de muntatge que substitueixen artesans i oficis
- Màquines-eina CNC que substitueixen els maquinistes
- màquines d'espresso automàtiques que substitueixen els baristes experts
- els empleats de banc substituïts per caixers automàtics
- els treballadors de les botigues estan sent substituïts per la tecnologia de pagament automàtic[18]